# Hate yourself with style
Hate Yourself With Style es el sexto álbum de estudio de la banda sueca Clawfinger. Está compuesto por 11 canciones en su versión normal.

## Lista de canciones del disco 1
1. "The Faggot In You" – 3:26
2. "Hate Yourself With Style" – 3:44
3. "Dirty Lies" – 2:58
4. "The Best & the Worst" – 3:48
5. "Breakout (Embrace the Child Inside You)" – 3:41
6. "Right To Rape" – 4:31
7. "What We’ve Got Is What You’re Getting" – 2:22
8. "Sick of Myself" – 3:22
9. "Hypocrite" – 3:04
10. "Without A Case" – 3:40
11. "God Is Dead" – 4:44

## Lista de canciones del disco 2 (disponible en Edición Limitada)
Clawfinger en directo (Festival de Greenfield)
1. "Rosegrove"
2. "Nigger"
3. "Zeros & Heroes"
4. "Warfair"
5. "Don't Get Me Wrong"
6. "Recipe For Hate"
7. "Biggest & the Best"
8. "The Truth"
9. "Do What I Say"

Videoclips de Clawfinger
1. "Nigger" (version 2)
2. "The Truth"
3. "Warfair"
4. "Pin Me Down"
5. "Do What I Say"
6. "Tomorrow"
7. "Biggest & The Best"
8. "Two Sides"

## Sencillos del álbum
- Dirty lies

## Videoclips del álbum
- Dirty Lies
- Hate Yourself with style
- Without a Case

- Datos: Q5226344